# Красниковський Георгій Володимирович
Георгій Володимирович Красниковський (10 жовтня 1906, село Бехово, тепер Заокського району Тульської області, Російська Федерація — 1987, місто Москва) — радянський гірський інженер, міністр будівництва підприємств вугільної промисловості Української РСР. Професор (1962).

## Біографія
Народився в родині вчителя, який пізніше став священиком. У 1908 році родина переїхала до міста Ніжина Чернігівської губернії.
Після навчання у Дніпропетровському гірничому інституті (1926—1930) викладав там же і займався дослідженнями питань вдосконалення способів розкриття та розробки крутих пластів вугілля Центрального району Донбасу.
У 1933—1937 роках — начальник дільниці, потім головний інженер шахти № 10 імені Артема тресту «Ворошиловградвугілля». У 1937 році призначений головним інженером тресту «Артемвугілля» (найбільшого в Донбасі), у 1938 році переведений на посаду головного інженера комбінату «Донбасвугілля». Після поділу «Донбасвугілля» на три комбінату переїхав до Москви, працював головним інженером Головвугілля Донбасу і Кавказу.
Після початку німецько-радянської війни здійснював технічне керівництво вугільною промисловістю Середньої Азії. У 1942—1943 роках — головний інженер комбінату «Тулавугілля».
У кінці 1943 року призначений головним інженером Головного управління із відновлення шахт Донбасу. У 1946—1956 роках — в центральному апараті Міністерства вугільної промисловості СРСР: начальник технічного управління, член колегії міністерства, заступник міністра.
Член ВКП(б) з 1947 року.
У лютому 1955 — квітні 1956 року — 1-й заступник міністра вугільної промисловості Української РСР.
13 квітня 1956 — 31 травня 1957 року — міністр будівництва підприємств вугільної промисловості Української РСР.
22 липня 1957 — серпень 1958 року — начальник відділу вугільної промисловості Державної планової комісії РМ УРСР — міністр Української РСР.
У серпні 1958 — квітні 1959 року — начальник відділу паливної промисловості Державної планової комісії РМ УРСР — міністр Української РСР. З квітня 1959 до січня 1960 року — начальник відділу паливної промисловості та член колегії Державної планової комісії РМ УРСР.
У 1959 році переведений до Москви на посаду начальника відділу вугільної, торф'яної і сланцевої промисловості Держплану СРСР. У 1960—1962 роках — начальник відділу вугільної, торф'яної і сланцевої промисловості Державної економічної ради СРСР.
У 1962—1981 роках — голова Державної експертної комісії Держплану СРСР.
У 1960—1964 роках — завідувач кафедри «Розробки пластових родовищ» Московського гірничого інституту (сьогодні — Гірничий інститут НіТУ «МІСіС» ). Викладав на кафедрі до 1986 року.
Одночасно з грудня 1946 до серпня 1955 року і з жовтня 1960 по липень 1974 року — головний редактор журналу «Уголь» в місті Москві.

## Нагороди та премії
- три ордени Леніна (1943, 10.10.1956,)
- три ордени Трудового Червоного Прапора (11.11.1966,)
- орден Дружби народів (11.10.1976)
- медалі
- Сталінська премія третього ступеня (1949) — за створення і впровадження у вугільну промисловість залізобетонних трубчастих стійок
- Сталінська премія другого ступеня (1951) — за суттєві удосконалення методів видобутку вугілля на шахтах тресту «Несветайантрацит» комбінату «Ростоввугілля» і організацію робіт в лавах за графіком 1 цикл в добу
- знак «Шахтарська слава» I і II ступеня.